# Wilsonville (Oregon)
Wilsonville az Amerikai Egyesült Államok északnyugati részén, Oregon államban, elsősorban Clackamas megyében, a portlandi agglomeráció határán helyezkedik el; területe Washington megyébe is átnyúlik. A 2010. évi népszámláláskor 19 509 lakosa volt. A város területe 19,22 km², melyből 0,54 km² vízi.
A települést átszeli az Interstate 5; a Willamette-folyó városi szakaszán az út részét képező Boone-hídon lehet átkelni. A városban van a TriMet Westside Express Service HÉV-vonalának déli végállomása (Wilsonville pályaudvar).
A helységben forgatták a 2008-as Wendy and Lucy című filmdrámát.

## Történet

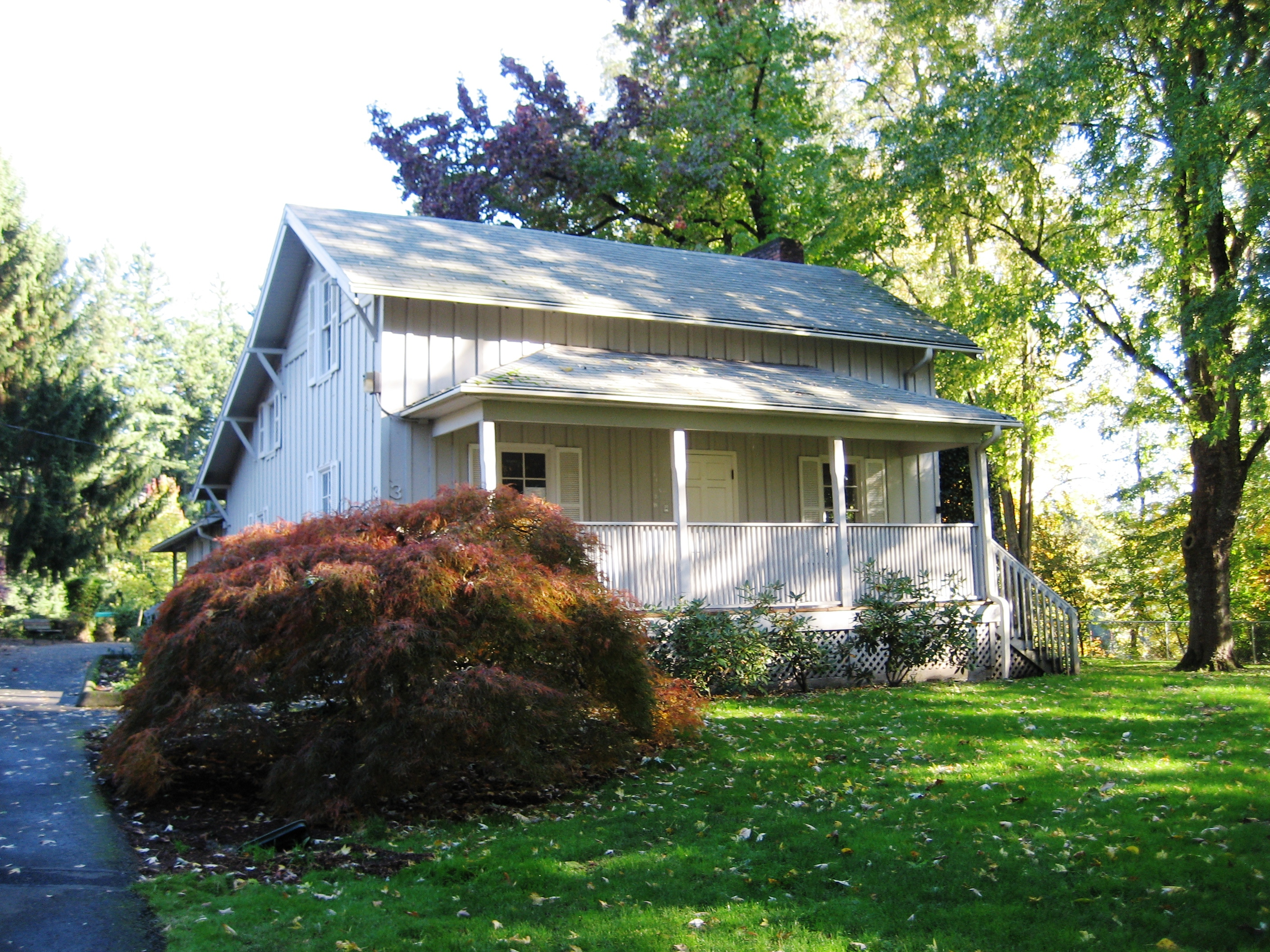
A Tauchmann-ház

A mai Wilsonville területén 1846-ban telepedett le Daniel Boone unokája, Alphonso Boone, majd a következő évben a Willamette-folyón létrehozta a Boones-kikötőt, mellyel létrejött Boones Landing, amit később Wilsonville-re neveztek át. A település eredetileg Yamhill megyéhez tartozott, de 1855-ben Clackamas megyéhez csatolták. Az első postahivatal 1876-ban jött létre Boones Ferry néven.
Wilsonville mai nevét 1880. június 3-án vette fel Charles Wilson, az első postamester után. Ugyanezen évben létesült az első általános iskola (Wilsonvile Grade School) egy egyszobás épületben. 1890-ben a vasút elérte a települést; ennek hatására számos szálló, kocsma, bank és egyéb kereskedelmi létesítmények is nyíltak. 1897-ben egyesült a Lake Oswegóig terjedő területet kiszolgáló 12 iskolakerület. 1906 és 1907 között az Oregon Electric Railway vasúti összekötő hidat emelt a Willamette folyó felett, majd 1908-tól déli irányban, Salem felé is közlekedtek vonatok. A vasúti híd faállványzata 1939-ben leégett.
1910-ben metodista templom épült, amelyet 1988-ig használtak, de az épület ma is áll. Két évvel később az iskolát egy teremmel bővítették, majd a század közepén az azonos telken egy modern épületet emeltek. A Baldock Freeway részét képező Boone-híd 1954-es megnyitásával a kikötő megszűnt; a műtárgy ma az Interstate 5 részét képezi.
A város nyugati felén 1961-ben nyitották meg a Dammasch State Hospital elmegyógyintézetet. A Frank Lloyd Wright által tervezett Gordon-lakóház 1963-ban épült a mai Charbonneau közelében; az épületet 2001-ben áthelyezték az Oregon Gardenbe. Az első árvíz 1964-ben volt, az első tűzoltó-állomást pedig 1968-ban hozták létre. Wilsonville 1969-ben kapott városi rangot, ekkor ezren éltek itt. 1971-ben, a fejlesztések elkezdte után egy évvel a mesterséges Charbonneau települést Wilsonville-hez csatolták.
1974-ben a városháza épületét a Tauchmann-házból a mai Boones Ferry Parkban elhelyezett lakókocsiba helyezték át, egy évvel később pedig felvették az első városmenedzsert. 1976-ban megépült a posta első önálló épülete, a helyi rendvédelmi szerv pedig 1979-től működik. 1980-ban a populáció elérte a 2920 főt. 1982-ben megnyílt a könyvtár, majd a következő évben a városháza az 1975-től használt helyéről egy új épületbe költözött.
1988-ban új könyvtárépületet nyitottak, amely felváltotta a tankerülettől bérelt területen álló, korábbi egytermes intézményt. 1990-re a népesség 7106 főre nőtt; a gyarapodás következtében a tankerület 1992-ben egy új gimnázium létrehozásáról döntött, amely 1995-ben kezdte meg működését; ez az első ilyen helyi intézmény. A Town Center Shopping Center 1991-ben nyílt meg.
A város egyik földbirtokosa volt Walt Morey író; 1992-es halála után a telket özvegye egy fejlesztőnek adta el, így létrejött a Morey’s Landing lakópark, amely a könyvtár gyermekrészlegéhez hasonlóan szintén az író nevét viseli. A szerző emlékére kialakították a medvetémájú Walt Morey Parkot, ahol felállították Gentle Ben, az író azonos című gyerekkönyve népszerű medvealakjának 2,5 méteres szobrát.
1992-től 2004-ig a településen található Living Enrichment Center volt az Új Gondolat Mozgalom 3000 tagot számláló helyi szervezetének székhelye, amely a vezetők pénzmosási ügyletei miatt csődbe ment.
1995-ben az állam bezárta az elmegyógyintézetet, majd 2001-ben az eredeti épülettől északra női börtönt (Coffe Creek Correctional Facility) nyitott. Larry Eaton, a telekértékek csökkenéséért aggódó, az új építménnyel szemközt élő helyi vállalkozó iskolabuszokat kezdett felhalmozni udvarán, mellyel azt akarta elérni, hogy a város lakótelkét ipari területté nyilvánítsa, így eladhatja azt. 2009-ben az egykori kórházépület helyén kezdték meg Villebois lakóövezet kialakítását. 1998-ban vízhiány miatt felfüggesztették a további beépítéseket; az ellátás további biztosításához 2002-ben új vízszivattyút állítottak üzembe.
A helyi könyvtárat 1988-tól 2002-ig négy alkalommal bővítették; a legutolsó fejlesztés során 700 m²-rel nőtt az épület alapterülete. A Wilsonville Primary Schoolt 2001 júniusában bezárták; helyén később bevásárlóközpont nyílt, amely legnagyobb üzlete az Albertsons. 2006 szeptemberében 9,9 millió dolláros fejlesztés után egy acélszerkezetes, két szintes téglaépületbe helyezték át az önkormányzatot; a helyszínről szóló viták során sokan a képviselők és a polgármester lemondását is követelték.

## Földrajz és éghajlat

### Földrajz

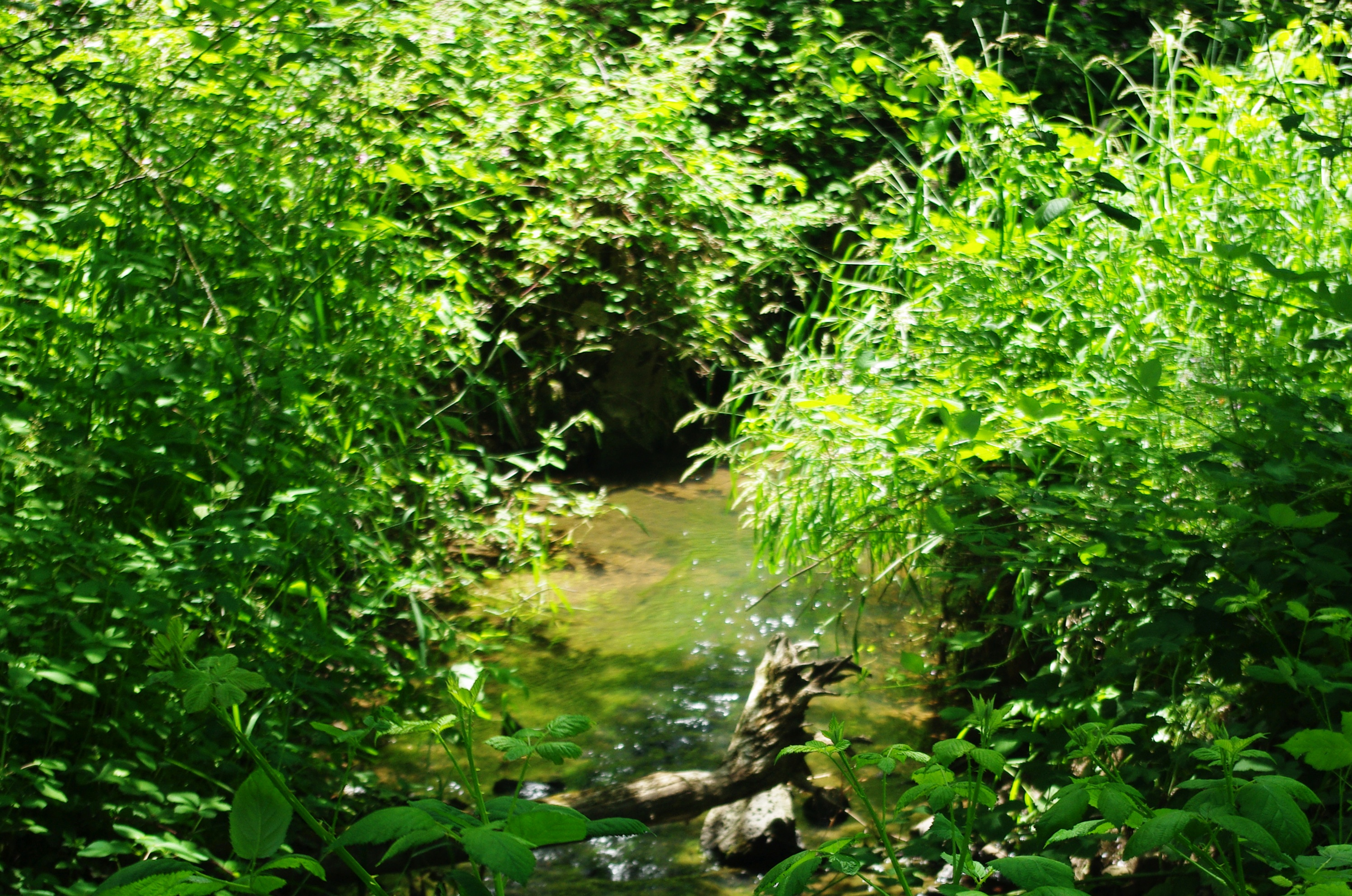
A Boeckmann-patak a Memorial Parkban

Wilsonville a portlandi agglomeráció déli határán helyezkedik el; területének nagy része Clackamas megye délnyugati oldalán fekszik, azonban északi oldalának egy része Washington megyében van. Alphonse Boone a települést átszelő Willamette-folyón hozta létre a Boones-kikötőt; a folyótól délre található Charbonneau tervezett település.
A város vizei a Nyílhegy-, Meridián-, Bazalt-, Boeckmann- és Kávé-tavi-patakok, illetve a Seely-árok. A Boeckmann- és Kávé-tavi-patakok a város vizeinek 85%-át teszik ki; utóbbi patak a város nyugati oldalán folyik, és magában foglalja a Kávé-tavat és a környéki vizenyős területeket.
A várost 16 fejlesztési területre osztották (ezeket A-tól P-ig jelölik). A közigazgatási kerületek általában több fejlesztési körzetet is magukban foglalnak (például Villebois a D–G közöttieket). Példa a kerületekre: Charbonneau, Wilsonville Meadows, Canyon Creek North, Town Center, RiverGreen, Frog Pond és Old Town. Utóbbi, az Óváros a helység legrégebbi körzete; ez a település déli részén, a Willamette Roadtól délre, a Boones Ferry Road mentén terül el; itt létesült az eredeti kikötő, illetve az eredeti városrészek is itt láthatóak.

### Éghajlat
Mivel a település a Willamette-völgyben fekszik, nyarai általánosságban melegek, de az éves átlaghőmérsékletet befolyásolja a Csendes-óceán hatása. A melegrekord 41℃, ezt az értéket a hőmérséklet 1977. augusztus 13-án, 18-án, 1981. augusztus 11-én és 1988. szeptember 3-án érte el. A hidegrekord -26℃, ekkora hideget 1998. december 23-án mértek.
A város éghajlata a Köppen-skála szerint nyugati parti óceáni (Cfb-vel jelölve). A legcsapadékosabb a november–január-, a legszárazabb pedig a július–augusztus közötti időszak. A legmelegebb hónap július augusztus, a leghidegebb pedig december.
| Hónap                         | Jan.  | Feb.  | Már. | Ápr. | Máj. | Jún. | Júl. | Aug. | Szep. | Okt. | Nov.  | Dec.  | Év    |
| ----------------------------- | ----- | ----- | ---- | ---- | ---- | ---- | ---- | ---- | ----- | ---- | ----- | ----- | ----- |
| Rekord max. hőmérséklet (°C)  | 18,3  | 22,2  | 25,6 | 30,6 | 38,3 | 40,0 | 40,0 | 40,6 | 40,6  | 35,0 | 22,2  | 19,4  | 40,6  |
| Átlagos max. hőmérséklet (°C) | 8,9   | 11,1  | 13,9 | 16,1 | 20,0 | 23,3 | 27,2 | 27,8 | 24,4  | 17,8 | 11,7  | 7,8   | 17,5  |
| Átlaghőmérséklet (°C)         | 5,6   | 6,7   | 8,9  | 10,9 | 14,2 | 17,2 | 20,0 | 20,0 | 17,5  | 12,3 | 8,1   | 4,5   | 12,2  |
| Átlagos min. hőmérséklet (°C) | 2,2   | 2,2   | 3,9  | 5,6  | 8,3  | 11,1 | 12,8 | 12,8 | 10,6  | 6,7  | 4,4   | 1,1   | 6,8   |
| Rekord min. hőmérséklet (°C)  | −13,3 | −13,3 | −6,7 | −7,2 | −1,7 | 1,1  | 5,0  | 2,8  | −1,1  | −3,9 | −10,0 | −26,1 | −26,1 |
| Átl. csapadékmennyiség (mm)   | 157   | 120   | 116  | 82   | 64   | 47   | 15   | 16   | 39    | 91   | 167   | 168   | 1082  |
| Forrás: The Weather Channel   |       |       |      |      |      |      |      |      |       |      |       |       |       |

## Népesség
A város mára Portland és Salem alvóvárosává vált. Az 1969-es alapításkori 1000 lakos 1980-ra 2920 főre, 1990-re pedig 7016 főre nőtt, melybe beleszámít a Kávé-pataki börtön rabjainak száma is.
A város medián bevételének értéke az USA-ban egyedülállóan magas. A medián lakásár 2000-ben 200 972 dollár, 2006-ban viszont már 316 400 dollár volt.

### 2010
A 2010-es népszámláláskor a városnak 19 509 lakója, 7859 háztartása és 4658 családja volt. A népsűrűség 1044,9 fő/km2. A lakóegységek száma 8487, sűrűségük 454,6 db/km2. A lakosok 85,3%-a fehér, 1,5%-a afroamerikai, 1%-a indián, 3,8%-a ázsiai, 0,4%-a a Csendes-óceáni szigetekről származik, 4,8%-a egyéb, 3,2%-a pedig kettő vagy több etnikumú. A spanyol vagy latino származásúak aránya 12,1% (10% mexikói, 0,3% Puerto Ricó-i, 0,1% kubai, 1,7% egyéb spanyol vagy latino származású.)
A háztartások 29,9%-ában élt 18 évnél fiatalabb. 45,3% házas, 10% egyedülálló nő, 4% egyedülálló férfi, 40,7% pedig nem család. 32,9% egyedül élt; 11,8%-uk 65 éves vagy idősebb. Egy háztartásban átlagosan 2,28 személy élt; a családok átlagmérete 2,93 fő.
A medián életkor 36,2 év volt. A város lakóinak 22%-a 18 évesnél fiatalabb, 8,8% 18 és 24 év közötti, 32,2%-uk 25 és 44 év közötti, 23,8%-uk 45 és 64 év közötti, 13,3%-uk pedig 65 éves vagy idősebb. A lakosok 46,6%-a férfi, 53,4%-a pedig nő.

### 2000
A 2000-es népszámláláskor  a városnak 13 991 lakója, 5937 háztartása és 3775 családja volt. A népsűrűség 749,4 fő/km2. A lakóegységek száma 6407, sűrűségük 343,2 db/km2. A lakosok 90,5%-a fehér, 0,7%-a afroamerikai, 0,7%-a indián, 2,2%-a ázsiai, 0,3%-a a Csendes-óceáni szigetekről származik, 3,2%-a egyéb-, 2,7%-a pedig kettő vagy több etnikumú. A spanyol vagy latino származásúak aránya 6,9% (5,1% mexikói, 0,2% Puerto Ricó-i,  1,6% pedig egyéb spanyol/latino származású.)
A háztartások 30,4%-ában élt 18 évnél fiatalabb. 51,5% házas, 8,3% egyedülálló nő; 36,4% pedig nem család. 28,3% egyedül élt; 9,7%-uk 65 éves vagy idősebb. Egy háztartásban átlagosan 2,34 személy élt; a családok átlagmérete 2,89 fő.
A város lakóinak 24,6%-a 18 évesnél fiatalabb, 9,4% 18 és 24 év közötti, 31,4%-uk 25 és 44 év közötti, 20,2%-uk 45 és 64 év közötti, 14,4%-uk pedig 65 éves vagy idősebb. A medián életkor 35 év volt. Minden 100 nőre 94,5 férfi jut; a 18 évnél idősebb nőknél ez az arány 91,7.
A háztartások medián bevétele 51 515 amerikai dollár, ez az érték családoknál $65 172. A férfiak medián keresete $43 480, míg a nőké $28 395. A város egy főre jutó bevétele (PCI) $29 786. A családok 3%-a, a teljes népesség 5,6%-a élt létminimum alatt; a 18 év alattiaknál ez a szám 3,7%, a 65 évnél idősebbeknél pedig 8,2%.

## Gazdaság

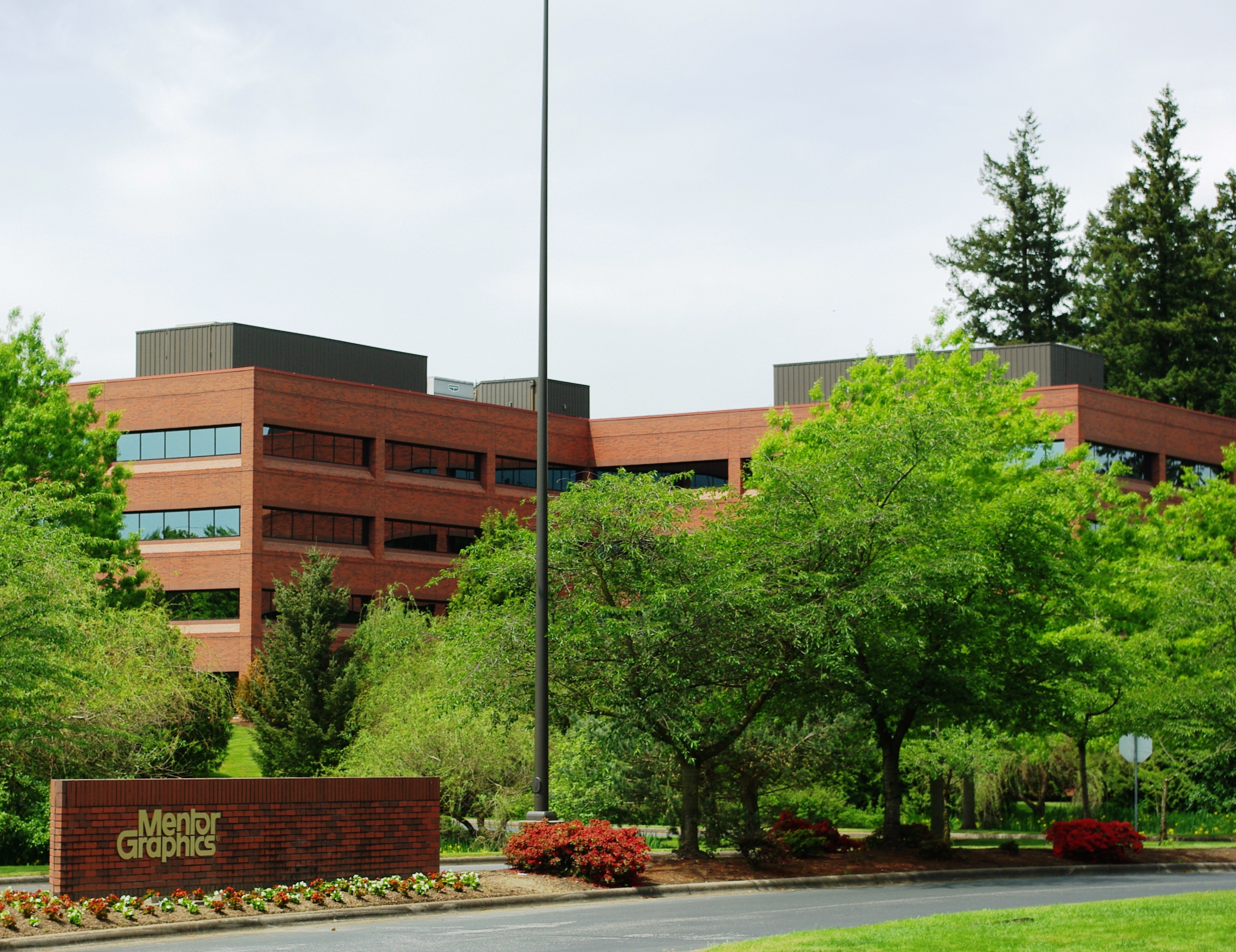
A Mentor Graphics főhadiszállása

Mivel a város az Interstate 5 mellett fekszik, számos helyi és országos vállalat választotta székhelyéül vagy létesített itt telephelyet, ezért a munkahelyek száma nagyobb, mint a lakosságszám. A legnagyobb jelenlévő cégek a tervezőprogramokat fejlesztő Mentor Graphics, a hőkamerákat gyártó FLIR Systems, illetve a cipőkereskedő Solestruck. További vállalatok voltak még a Thrifty PayLess patikalánc (1996-ban felvásárolta a Rite Aid), a sportszereket és autó-alkatrészeket forgalmazó G.I. Joe’s (2009-ben csődbe ment), valamint a videokölcsönző Movie Gallery és leányvállalata, a Hollywood Video (2010-ben csődöt jelentettek).
A Xerox 2000-ben megvette a képalkotó eszközöket gyártó Tektronix 1973-ban alapított helyi üzemét, ezzel a város legnagyobb munkaadójává vált; ők és a Mentor Graphics több, mint 10 000 embert foglalkoztatnak. A Xerox, a Mentor Graphics és a FLIR Systems a Boeckmann Roadtól északra, a Parkway Avenue mentén, egymással szemben helyezkednek el. 2009-ig a FLIR Systems mellett volt az azóta Tigardba költöző projektorgyártó, az InFocus székhelye; ezt és a Mentor Graphicsot korábbi Tektronix-alkalmazottak alapították.
Az autópálya mentén több ipari park is található, ahol számos, gyártással vagy logisztikával foglalkozó vállalkozás telepedett meg. Nagyobb helyi vállalatok még a Tyco Electronics (Precision Interconnect), a Sysco, a Rockwell Collins és a Rite Aid. A Coca-Cola palackozóüzemet üzemeltet itt, valamint 2009-ig itt volt a Nike egyik logisztikai központja is.
A település kiskereskedelme nagyrészt a Wilsonwille Road Interstate 5-höz közel eső szakaszán koncentrálódik; ide tartozik például a Town Center Shopping Center és az ahhoz tartozó egységek a Town Center Loop mentén (például a Fry’s Electronics, amely a szegmens egyik legnagyobb helyi képviselője). A Fred Meyer a Boones Ferry Road és a Wilsonwille Road találkozásánál fekvő Old Town Square-en egy 13 500 m² méretű, 20 üzlethelyiséges bevásárlóközpontot nyitott. A város északi végén 2003-ban nyílt meg a 17 hektáros Argyle Square üzletközpont, ahol többek között egy Target, egy Office Depot és egy Costco bolt is található. A Willamette-folyótól délre fekvő Charbonneau-ban egy 10 üzletes kisáruház van.
2015-től 2017 közepéig a helységben gyártották a Microsoft Surface Hub kivetítőit; az üzem megszűnésével 124-en vesztették el munkahelyüket.

## Kultúra
A helyi közösségi központ oktatási helyként és közösségi találkozópontként is szolgál.
Minden év májusában rendezik meg a Wilsonville Festival of Arts nevű művészeti vásárt, valamint 2000-től a Boones Ferry Days helyett tartják a Wilsonville Celebration Dayst. Villebois kerületben 2009-től májustól októberig minden csütörtökön termelői piac működik.

## Képviseleti szintek

### Helyi
A város az adminisztratív feladatok ellátására egy menedzsert alkalmaz; a pozíciót jelenleg Bryan Cosgrove tölti be. A polgármestert és a képviselőket is négy-négy évre választják meg; a jelenlegi városvezető Tim Knapp, a képviselők pedig Julie Fitzgerald, Scott Starr, Charlotte Lehan és Susie Stevens.

### Agglomerációs, állami és szövetségi
A kongresszusban a Clackamas megyéhez tartozó részek az 5. (képviselő: a demokrata Walter Kurt Schrader), a Washington megyéhez tartozók pedig az 1. (képviselő: a szintén demokrata Suzanne Bonamici) körzetben fekszenek. Az állami szenátusban a város a 13. kerületben (képviselő: a republikánus Larry George) van, a képviselőházban pedig a 26. kerületben (képviselő: a szintén republikánus John Davis) fekszik. A helység továbbá a portlandi agglomerációs tanács által kijelölt 3. kerületnek is része, melynek képviselője Carl Hosticka.

## Infrastruktúra

### Oktatás

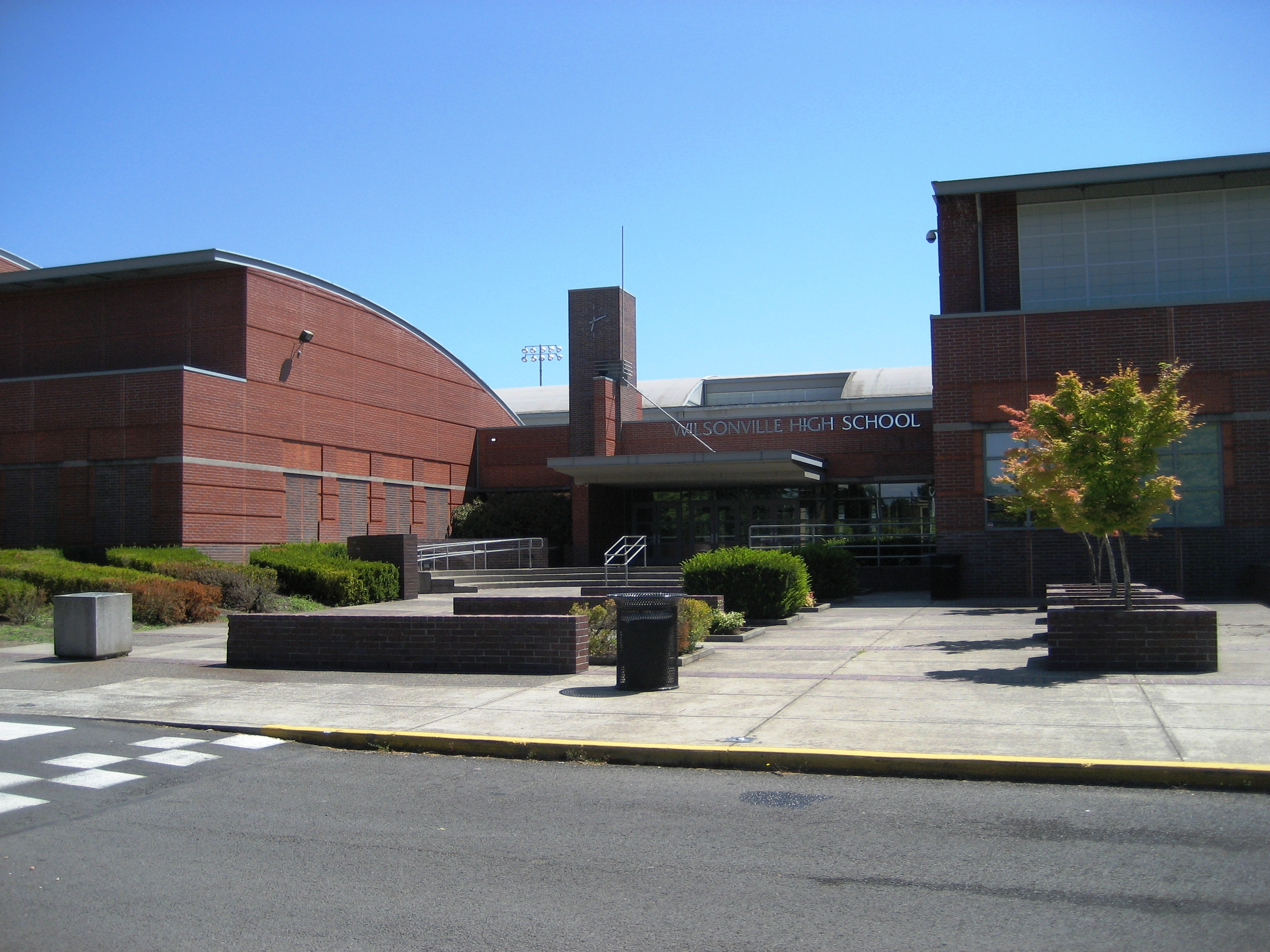
A gimnázium

A település legnagyobb része a West Linn–Wilsonville-i Iskolakerület alá tartozik, azonban a Willamette-folyótól délre eső területek (Charbonneau település) a canbyi-, a nyugati városrészek pedig a sherwoodi körzet hatáskörében fekszenek. A Lowrie-, Boeckman Creek- és Boones Ferry általános iskolák óvodától ötödik osztályig fogadnak diákokat; fenntartójuk a West Linn–Willsonville-i kerület. 6–8. osztály között az Inza R. Wood Middle School, afelett a Wilsonville High School vagy a helyi művészeti és műszaki iskola kínál oktatási programokat. A canbyi és sherwoodi iskolakerületek a város közigazgatási körzetén belül nem működtetnek intézményeket.
A település központjában áll a Clackamas Közösségi Főiskola egyik kihelyezett kampusza. Az 1922-ben megnyílt iskola eredetileg az Oregon Advanced Technology Center nevet viselte. Az Interstate 5 mentén, a Boeckmann Road-i felüljárónál helyezkedik el a magánkézben lévő, profitorientált Pioneer Pacific Főiskola.
Az 1990-ben megnyílt Boeckman Creek Primary Schoolnak 649 tanulója van, kabalája pedig egy hiúz. A Wilsonville Primary Schoolt 2001-től a Boones Ferry általános iskola pótolja, amely 809 diákjával a körzet legnagyobb alapfokú intézménye; kabalája a szitakötő. Az 1980-tól üzemelő Inza R. Wood középiskola 699 tanulóval rendelkezik; kabalájuk a borz. A gimnázium 1995-ben indult; az 1002 nebulót oktató intézmény kabalája a vadmacska. A 2005-től működő művészeti- és műszaki iskola 85 diákot tanít.

### Közlekedés

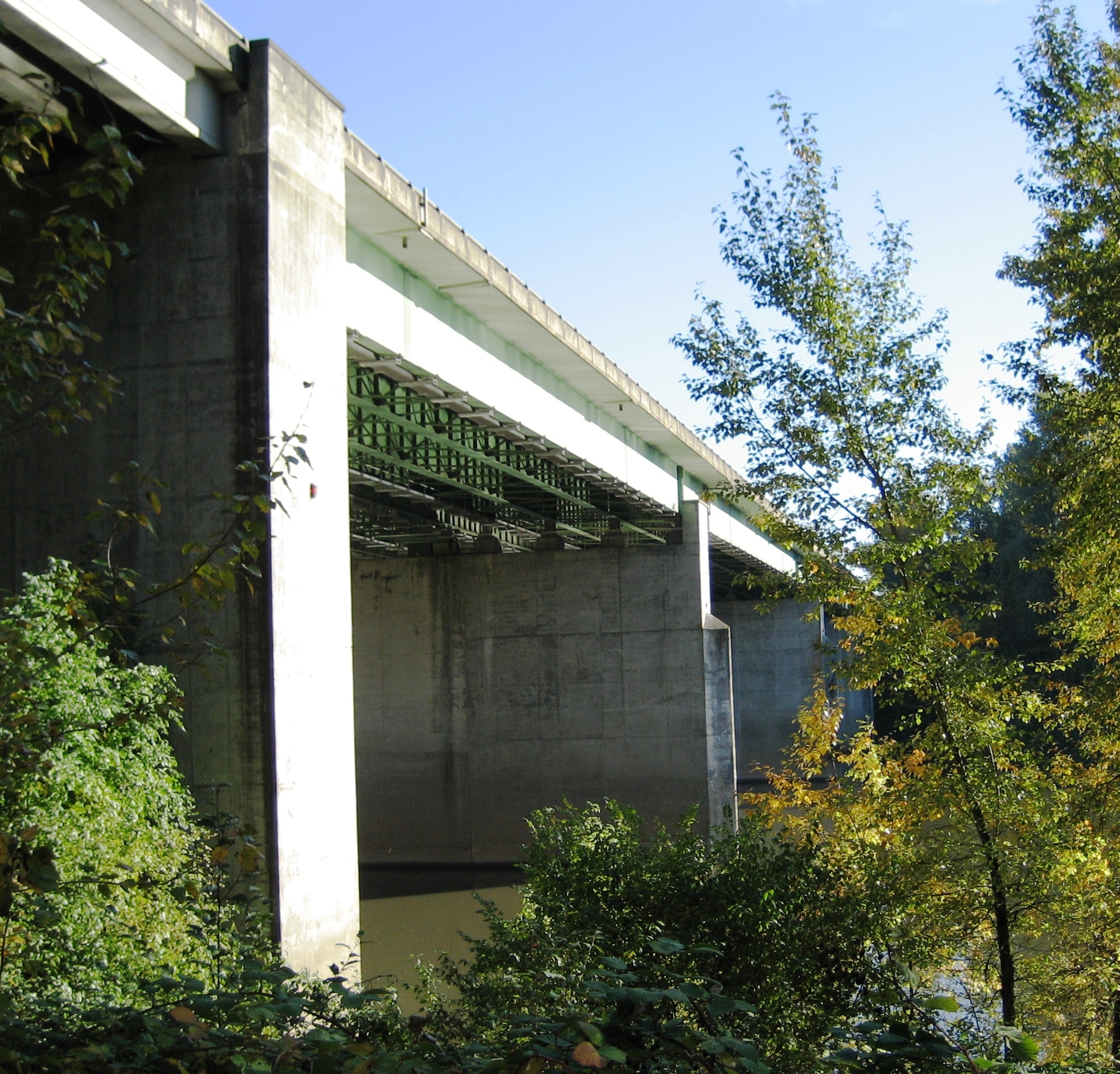
A Boone-híd

Az Interstate 5 észak–dél irányban halad át a helységen; a Willamette-folyó fölötti szakaszán a Boone-hídon lehet keresztülhaladni. A településnek a folyótól északra két kapcsolata is van az autópályával: a délebbi a Wilsonville Road, az északabbi pedig a városhatárnál, a Boones Ferry- és az Elligsen Road kereszteződésénél található. A folyótól délre a Charbonneau kereszteződés, keletre és nyugatra pedig a Boeckmann Road halad át az I-5 felett. A város főbb útjai: Wilsonville Road, 95th Avenue, Boones Ferry Road (északra 141-es út), Boeckman Road, Town Center Loop, French Prairie Drive, Elligsen Road, Parkway Avenue és Stafford Road.
A menetrend szerinti autóbusz-közlekedést korábban a TriMet biztosította, de a város saját szolgáltatót (South Metro Area Regional Transit, SMART) hozott létre, átszállási lehetőségekkel a korábbi szolgáltató, illetve Salem és Canby vonalaira. A környék kötöttpályás közlekedését a TriMet 2009 februárjában útnak indított, 24 km hosszú Westside Express Service HÉV-vonal biztosítja. A vonatok déli végállomása Wilsonville pályaudvar, illetve innen indulnak a SMART autóbuszai is.
A Portland and Western Railroad által közlekedtetett tehervonatok a HÉV-ek pályáján közlekednek, melyen számos leágazás található a BNSF sínpárjai felé; ezek észak–dél irányban, a Wilsonville-i vasúti hídon át futnak.
A legközelebbi repülőterek a délre fekvő Aurórai állami repülőtér, illetve a 27 km-re északra lévő Portlandi nemzetközi repülőtér. Habár a folyóparton fekszik, a városnak nincs kikötője; a Willamette-folyótól délre (a folyó keleti partján) üzemel egy jachtok fogadására alkalmas létesítmény.

### Közszolgáltatások

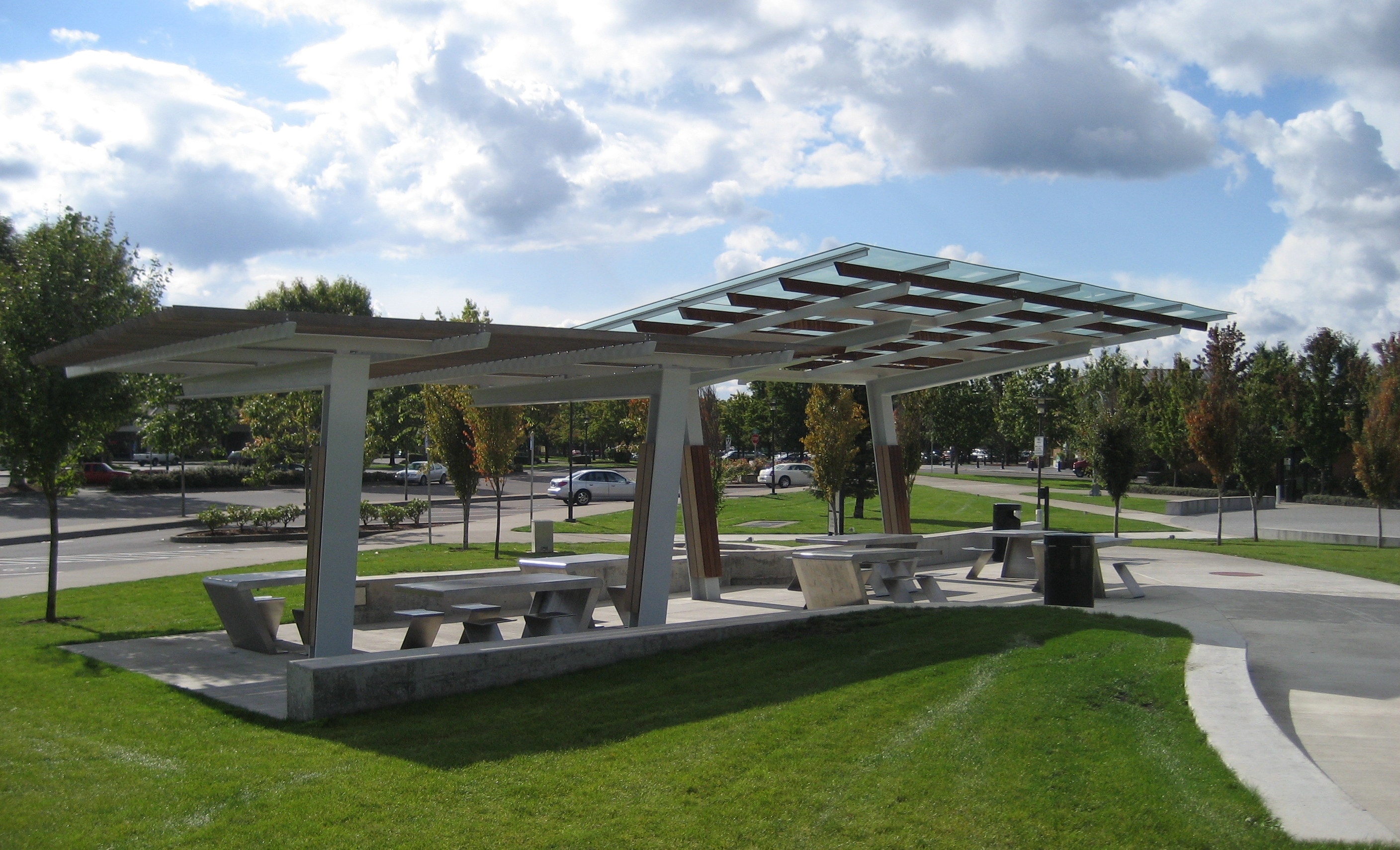
A Town Center Parkban kiépített pihenőhely

A városnak nincsen saját tűzoltósága és rendőrsége; előbbi a településen 2 állomást üzemeltető Tualatin Valley Fire and Rescue-hoz, utóbbi pedig a megyei seriff hivatalához tartozik, melynek hadnagya a helyi kirendeltség vezetője, akik Wilsonville Police feliratú járművekkel járőröznek.
A víz- és csatornahálózatot az önkormányzat üzemelteti. Utóbbit 1972-ben létesítették, előbbit pedig 2002-ben bővítették. Az ivóvizet a Willamette-folyón lévő Wilsonville Water Treatment Plantből nyerik, melyet a Tualatin Valley Water Districttel közösen, 46 millió dollárból hoztak létre. A vizet először kutakból biztosították, de ezek az 1990-es évek végén kiszáradásnak indultak. Az új szivattyú napi teljesítménye 15 millió gallon, de ez szükség esetén 120 millióra is növelhető. 2012-től a szomszédos Sherwood is innen nyeri vizét.

### Parkok és pihenés

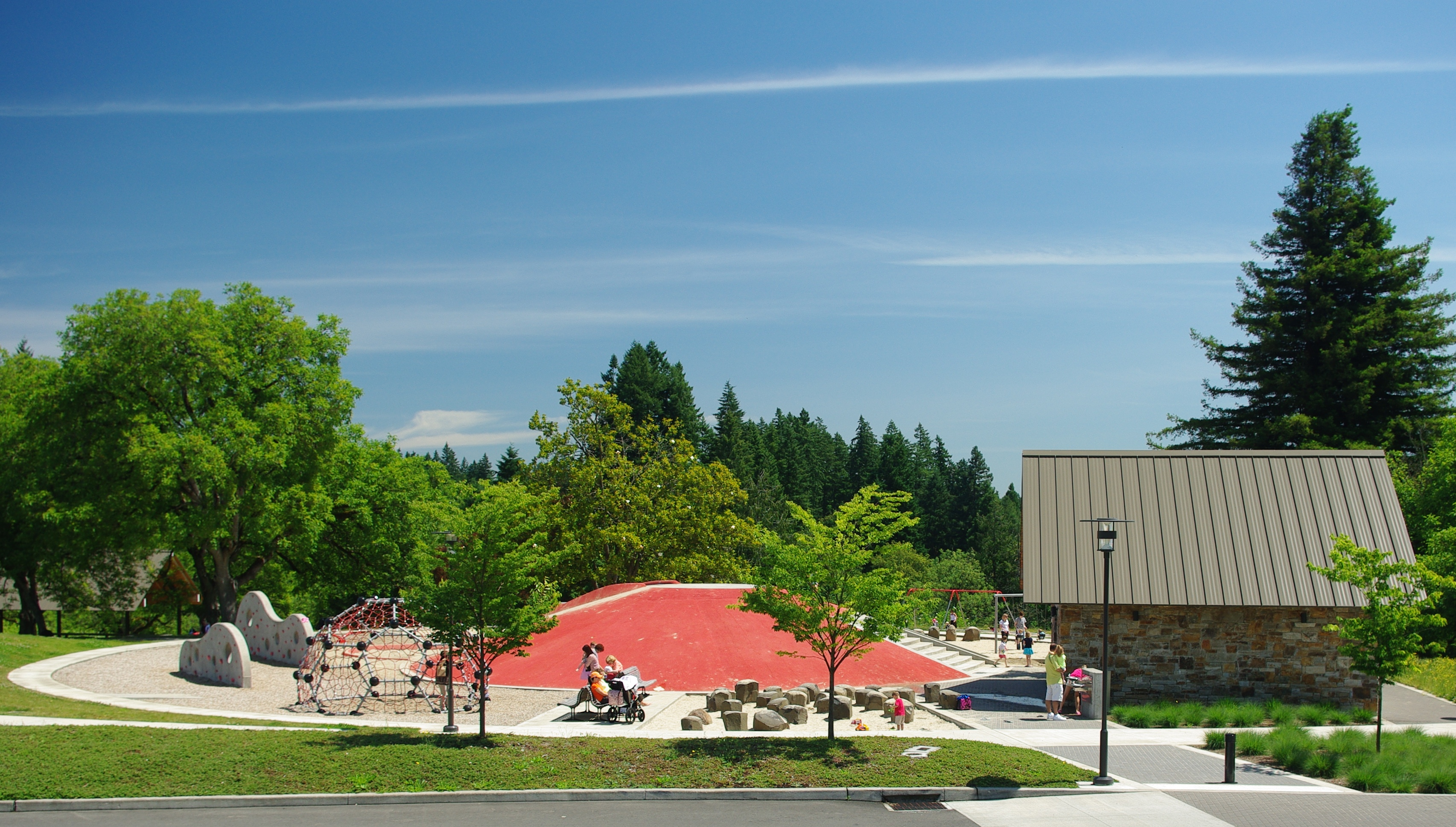
Játszótér a Wilsonville Memorial Parkban fekvő Murase Plazan

A településnek egy golfklubja (Charbonneau) van; a legközelebbiek a délre fekvő, aurorai Langdon Farms és a keleten, West Linnben lévő Sandelie.
Wilsonville-nek 15 parkja van; a legrégebbi a könyvtártól nem messze található Wilsonville Memorial Park, amely egy szökőkutat, atlétikapályákat és egy közösségi pontként használt istállót (Stein-Boozier Barn) és más elemeket foglal magában. Másik, nagyobb park a Town Center Park, ahol egy, a megye által üzemeltetett látogatóközpont és a koreai háborúban elesetteknek emléket állító alkotás helyezkedik el. A többi park az Engelman Park, a Murase Plaza, a Palermo Park, a River Fox Park, Park at Merryfield, Montebello Park, Hathaway Park, Courtside Park, Tranquil Park, Willamette River Water Treatment Plant Park, Willow Creek/Landover Park, Canyon Creek Park és a régi kikötő közelében lévő Boones Ferry Park.
A város a Wilsonville Greenway mentén helyezkedik el, így környékén számos tisztás és ösvény fut.

## Média
A településen elérhető média a Portlandből sugárzott 28 rádió- és 7 tévécsatorna, valamint regionális újságok (The Oregonian) és a helyi lap (The Spokesman), amely szerdánként jelenik meg 3176 db-os példányszámban.
A városban egy, a Regal Cinemas által üzemeltetett, 1996 óta működő, 9 termes mozi található, amely a régió első színházas üléselrendezésű filmszínháza.

## Híres személyek
- Alphonso Boone – telepes és révész[91]
- Barbara Harper – anyajogi aktivista, író és oktató[92]
- Bob McCallister – golfozó[93]
- Brian Henninger – golfozó[94]
- Del Baker – MLB-játékos, edző[95]
- Derek Devine – NFL-quarterback[96]
- Edith Green – politikus és oktató[97]
- Frank Cady – színész[98]
- George Law Curry – lapkiadó és politikus[99]
- Gerald A. Krummel – politikus[100]
- Gordon Sloan – ügyvéd és bíró[101]
- James Gatto – az Adidas vezetőségi tagja, a 2017–18-as kosárlabdaidény korrupciós botrányának érintettje[102]
- James M. Burns – szövetségi bíró[103]
- John Davis – képviselő[104]
- Matt Wingard – politikus[105]
- Mel Krause – kosárlabdaedző[106]
- Parker Johnstone – korábbi autóversenyző és kommentátor[107]
- Richard William Riggs – ügyvéd és korábbi bíró[108]
- Robert Valentine Short – politikus és földmérő[109]
- Tom Bruggere – vállalkozó és szenátorjelölt[110]
- Walt Morey – gyermekkönyv-szerző[111]
- William Fulton Schaub – a hadsereg elnökhelyettese 1961–1962 között[112]

## Testvérváros
- Kitakata, Japán – a kapcsolat 1988 óta áll fenn;[113] Wilsonville polgármestere 1994-ben, Kitakata 40. születésnapján látogatott el a városba,[114] az ottani vezető pedig 2008-ban, a testvérvárosi kapcsolat 20. évfordulóján viszonozta a gesztust[115]

## Fordítás
Ez a szócikk részben vagy egészben  a   Wilsonville, Oregon című angol Wikipédia-szócikk ezen változatának fordításán alapul.  Az eredeti cikk szerkesztőit annak laptörténete sorolja fel. Ez a jelzés csupán a megfogalmazás eredetét és a szerzői jogokat jelzi, nem szolgál a cikkben szereplő információk forrásmegjelöléseként.